# Mikłaszewo (stacja kolejowa)
Mikłaszewo - towarowa stacja kolejowa w Mikłaszewie, w województwie podlaskim, w Polsce; obecnie bez obsługi.